# 董波
董波（1972年—），中国演员，现居北京，演员演艺类型为影视演员、武打演员、模特、话剧演员和舞蹈演员，擅演反派形象、军人硬汉和爸爸形象等。擅长武术和舞蹈。

## 电视剧
- 《不在犯罪现场》饰：马国强
- 《天地真情》饰：钟良
- 《病案追踪》饰：高之，丁一
- 《谁在你身边》饰：阿霖
- 《女子戏班》饰：丘三
- 《你一定要幸福》饰：高云龙
- 《篮球部落》饰：郝春波
- 《将计就计》 饰：李空空
- 《警察的故事之红飘带》饰：坏水
- 《宝莲灯前传》饰：梅山老三
- 《案发现场3》饰：贺军
- 《我的兄弟叫顺溜》饰：山本
- 《车师古道》饰：老七
- 《青盲之越狱》饰：青盲云
- 《小小飞虎队》饰：直木
- 《男人不坏》饰：江冶

## 电影
- 《死亡来信》饰：崔飞
- 《白水羊头葫芦丝》饰：何贵
- 《女出租司机》饰：陈根
- 《高老头》饰：何军
- 《赢爱物语》饰：塔罗师